# Speciální čarodějnický díl XXXI
Speciální čarodějnický díl XXXI (v anglickém originále Treehouse of Horror XXXI) je 4. díl 32. řady (celkem 688.) amerického animovaného seriálu Simpsonovi. Scénář napsala Julia Prescottová a díl režíroval Steven Dean Moore. Ve Spojených státech měl premiéru dne 1. listopadu 2020 na stanici Fox Broadcasting Company a v Česku byl poprvé vysílán 15. února 2021 na stanici Prima Cool.
Skládá se ze tří částí: Toy Gory: Příběh krveprolití (v anglickém originálu Toy Gory), Homer: Paralelní světy (v anglickém originálu Into the Homerverse) a Let devět a zpět (v anglickém originálu Be Nine, Rewind). Jako host v dílu účinkuje Ben Mankiewicz jako on sám. Díl byl přijat pozitivně a ve Spojených státech jej v premiéře sledovalo 4,93 milionu diváků.

## Děj
Probíhají prezidentské volby v USA – je 3. listopad 2020. Marge zavolá Homerovi a řekne mu, aby šel k volbám. Ve škole Homer váhá, pro koho hlasovat. Líza za ním přijde a snaží se ho přimět, aby si vzpomněl na všechno špatné z předchozích čtyř let, ale Homer si pamatuje jen aféru s Faye Dunawayovou. Po přečtení padesáti věcí, které Donald Trump udělal, se Homer konečně rozhodl. Poté se ukázalo, že o volbách pouze snil a reálně nevolil. V den inaugurace, 20. ledna 2021, jsou domy ve Springfieldu zničené až na dům Simpsonů. Potom na obloze běží čtyři koni, a drží vlajky, které hlas překládá do češtiny – jeden z nich drží nápis dílu.

### Toy Gory: Příběh krveprolití
Před darováním svých hraček na charitu se Bart rozhodne je mučit, aniž by si uvědomil, že mají city. Později mu Marge daruje hračku Radioactive Mana, kterou Bart dá do mikrovlnné trouby, čímž ji roztaví. Ostatní hračky Radioactive Manovi uspořádají pohřeb a později se Bartovi rozhodnou pomstít. Během spánku ho odvezou do domu na stromě a jeho doktorka Stacy mu provede plastickou operaci – nahradí jeho orgány za součástky hraček a de facto jej zabije – stane se z něj hračka. Simpsonovi jsou kvůli tomu nešťastní.

### Homer: Paralelní světy
Marge volá Homerovi, že je halloween a potřebuje, aby přinesl sladkosti, Homer je však všechny snědl. V jaderné elektrárně proto hledá sladkosti a najde přístroj připomínající automat. Když se do něj pokusí vložit čtvrťák, přístroj exploduje. Přístroj vyprodukuje šest verzí Homera z paralelních dimenzí. Homerové se stávají přáteli a tráví společně čas ve Springfieldu. Líza si uvědomí, že kvantový přístroj narušil čas a prostor ve vesmíru. Poradí Homerovi, aby znovu vyvolal výboj energie a tím napravil, co způsobil. Homerové tudíž míří do jaderné elektrárny, ale pan Burns je zastaví. Verze Burnse a Smitherse z paralelních dimenzí z bojují s Homery a vyhrají. Když se Burns od černobílé verze Smitherse dozví, že v jeho světě je pro něj Burns jeho asistent, vzdá se a pošle alternativní verze Homerů, Burnsů a Smithersů zpět do vlastních dimenzí. I poté se však Homer mění do svých alternativních verzí.

### Let devět a zpět
Na své oslavě devátých narozenin Líza zemře, protože do ní narazí auto. I poté však žije a prožívá ten samý den pořád dokola. Dozví se, že Nelson také uvízl v časové smyčce a Líza usoudí, že aby se ze smyčky dostali, musí spolupracovat. Když tedy Nelson zemře, zabije se i Líza. Snaží se časovou smyčku přerušit a vyhledají pomoc u Komiksáka, ale žádný z jeho nápadů nefunguje. Uvědomují si tedy, že jediným způsobem, jak to ukončit, je zabít Gila Gundersona, což se jim podařilo. Líza se vrací domů, kde je všechno v normálu, až na hlavu Ralpha, kterou má obrácenou směrem dozadu.

## Produkce

### Vývoj
Krátký klip z dílu byl představen při příležitosti diskuse ohledně Simpsonových na Comic-con @ Home. Prodloužený klip byl odvysílán během rozhovoru s showrunnerem Alem Jeanem. Segment Toy Gory: Příběh krveprolití byl zcela animován v CGI. Zpočátku epizoda neobsahovala postavy v rouškách, ale aby reflektovala situaci kolem pandemie covidu-19, požádal showrunner Al Jean režiséra Stevena Deana Moora, aby každá postava kromě Homera měla roušku.

### Vydání
Roku 2020 vydala stanice Fox Broadcasting Company třináct propagačních obrázků k dílu. Epizoda měla být původně premiérově odvysílána 18. října 2020, avšak kvůli National League Championship Series, byla premiéra odložena na 1. listopad 2020. Epizoda byla odvysílána již 14. října 2020 na panelové diskusi „Paley Front Row: Simpsons Treehouse of Horror“, kterou uspořádali Decider, Paley Center for Media a Fox Broadcasting Company. V Kanadě byla odvysílána v původně plánovaném datu, tedy 18. října 2020 na Citytv.

### České znění
Režisérem a úpravcem dialogů českého znění byl Zdeněk Štěpán, díl přeložil Vojtěch Kostiha. Hlavní role nadabovali Vlastimil Zavřel, Martin Dejdar, Jiří Lábus a Ivana Korolová. České znění vyrobila společnost FTV Prima v roce 2020 v holešovickém studiu Babidabi.

## Kulturní reference
Část Toy Gory: Příběh krveprolití je parodií na film Toy Story z roku 1995. Část nazvaná Homer: Paralelní světy je parodie na film Spider-Man: Paralelní světy z roku 2018. Klip představený na Comic-con @ Home segmentu představil Homerovo Simpsonovo setkání s Homerem Barberou, parodií na Méďu Béďu, a Disney princeznou Homer, parodie na Disneyovské princezny. Při setkání „klasického“ Homera s Homerem Berberou ten klasický poznamenává, že Barbera zní jako Art Carney. Carney totiž vytvořil postavu, která je údajně inspirací pro Méďu Béďu. V českém znění klasický Homer poznamená, že Barbera zní úplné stejně jako Vlasta Zavřel. Nato Barbera odvětí, že ho možná dabuje. Anglický názvu části Devět let a zpět, Be Nine, Rewind, odkazuje na film Prosíme přetočte, anglicky Be Kind Rewind, z roku 2008. Tato závěrečná část je parodie na Ruskou panenku z roku 2019. Klip z dílu představující Homerovo hlasování v prezidentských volbách ve Spojených státech roku 2020 byl zveřejněn 12. října 2020. Homer se v klipu nemůže rozhodnout, pro koho v prezidentských volbách hlasovat. Líza se jej snaží přimět, aby si vzpomněl na vše, co se stalo v předchozích čtyřech letech (s odkazem na prezidentství Donalda Trumpa). Homer si ale pamatuje jen to, že Faye Dunawayová oznámila na Oscarech nesprávného vítěze. Následně je na obrazovce vypsáno padesát 50 důvodů, proč nevolit Trumpa. Segment také zahrnoval odkazy na Vladimira Putina, Rogera Stonea a Kanyeho Westa.

## Přijetí

### Sledovanost
Ve Spojených státech díl v premiéře sledovalo 4,93 milionu diváků.

### Kritika
Tony Sokol, kritik Den of Geek, napsal: „32. řada Simpsonových neustále nabízí uspokojující díly přímého a podvratného humoru. Speciální čarodějnický díl XXXI je zatím nejlepší z této řady, ale čarodějnické speciály jsou vždy vyvrcholením řady a jsou spolehlivější než vánoční díly. Na halloween není žádná postava v bezpečí. Gila můžete zabít kolikrát jen chcete.“ Dále dodal: „Úvod je politický thriller, ale samotné části jsou klasickou komedií,“ a ohodnotil díl 4,5 z 5 hvězdiček.